# Micul dodecaedru trunchiat stelat
În geometrie micul dodecaedru trunchiat stelat este un poliedru stelat uniform, cu indicele U58. Are 24 de fețe (12 pentagoane și 12 decagrame), 90 de laturi și 60 de vârfuri. Având 24 de fețe este un icositetraedru neconvex. Un poliedru neconvex are fețe care se intersectează care nu reprezintă laturi sau fețe noi. Doar cele marcate cu sfere aurii sunt vârfuri, iar cele cu linii argintii sunt laturi.
Are simbolul Wythoff 2 5 | 5/3, simbolul Schläfli t{5/3,5}, și diagrama Coxeter .

## Mărimi asociate

### Coordonate carteziene
Având în comun vârfurile cu compusul de șase prisme pentagramice, coordonatele carteziene ale vârfurilor sale cu lungimea laturii 2, centrat în origine, sunt toate permutările ale
{\displaystyle \left(\,\pm \varphi ,\,\pm (2-\varphi ),\,\pm (2-\varphi )\,\right)}
plus toate permutările pare ale
{\displaystyle \left(\,0,\,\pm 1,\,\pm (3-\varphi )\,\right)}
{\displaystyle \left(\,\pm 1,\,\pm (\varphi -1),\,\pm (\varphi -1)\,\right)}
unde {\displaystyle \varphi ={\frac {1+{\sqrt {5}}}{2}}} este secțiunea de aur.

### Raza circumscrisă
Raza circumscrisă în funcție de lungimea laturilor a este:
{\displaystyle R={\frac {1}{4}}{\sqrt {34-10{\sqrt {5}}}}\,a\approx 0,852911\,a.}

### Volum
Următoarea formulă pentru volum V este stabilită pentru lungimea laturilor tuturor poligoanelor (care sunt regulate) a este:
{\displaystyle V={\frac {11}{4}}\left(3{\sqrt {5}}-5\right)\,a^{3}\approx 4,697561~a^{3}.}

## Poliedre înrudite
Acest compus are în comun aranjamentul vârfurilor cu trei poliedre uniforme: rombicosidodecaedrul, micul dodecicosidodecaedru și micul rombidodecaedru și cu doi compuși poliedrici uniformi: compusul de șase prisme pentagramice și compusul de douăsprezece prisme pentagramice.

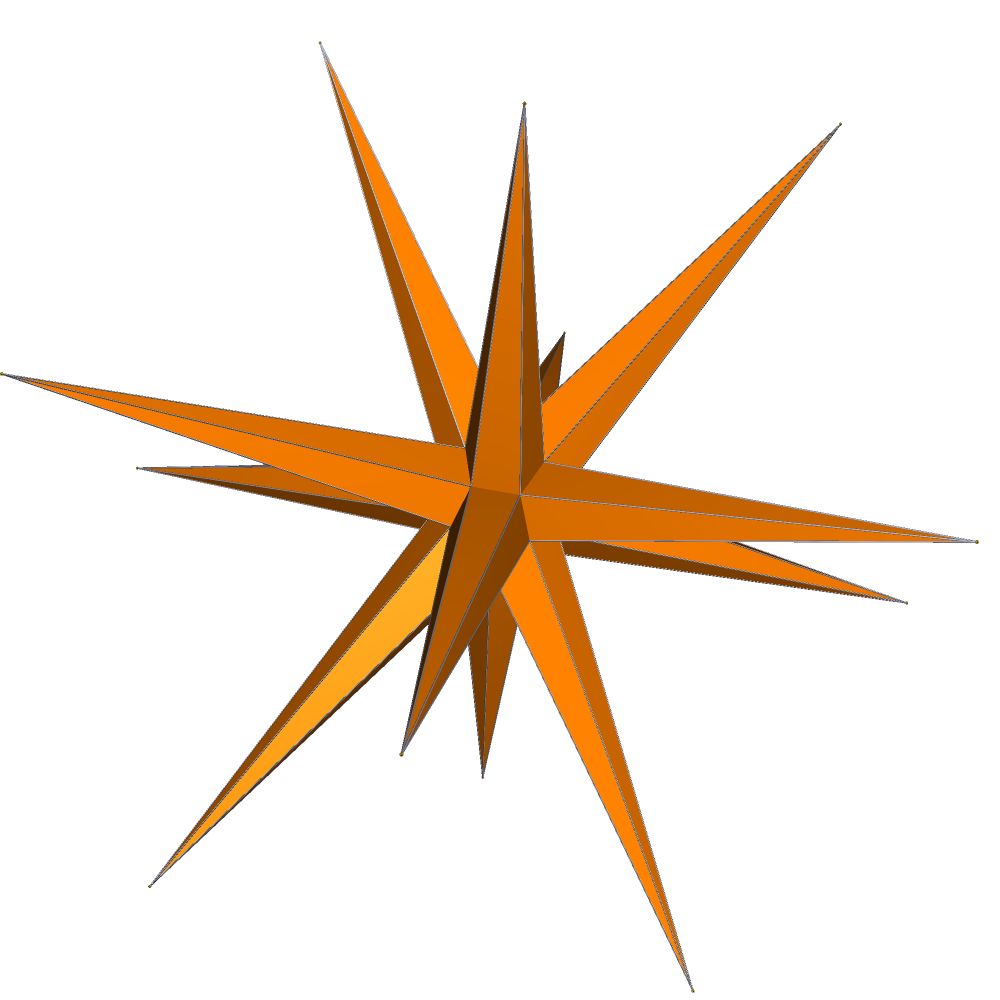
Dual: marele dodecaedru pentakis

| Rombicosidodecaedru               | Micul dodecicosidodecaedru         | Micul rombidodecaedru                      |
| Micul dodecaedru stelat trunchiat | Compus de șase prisme pentagramice | Compus de douăsprezece prisme pentagramice |

### Poliedru dual
Dualul său este marele dodecaedru pentakis.